# 貯金事務センター

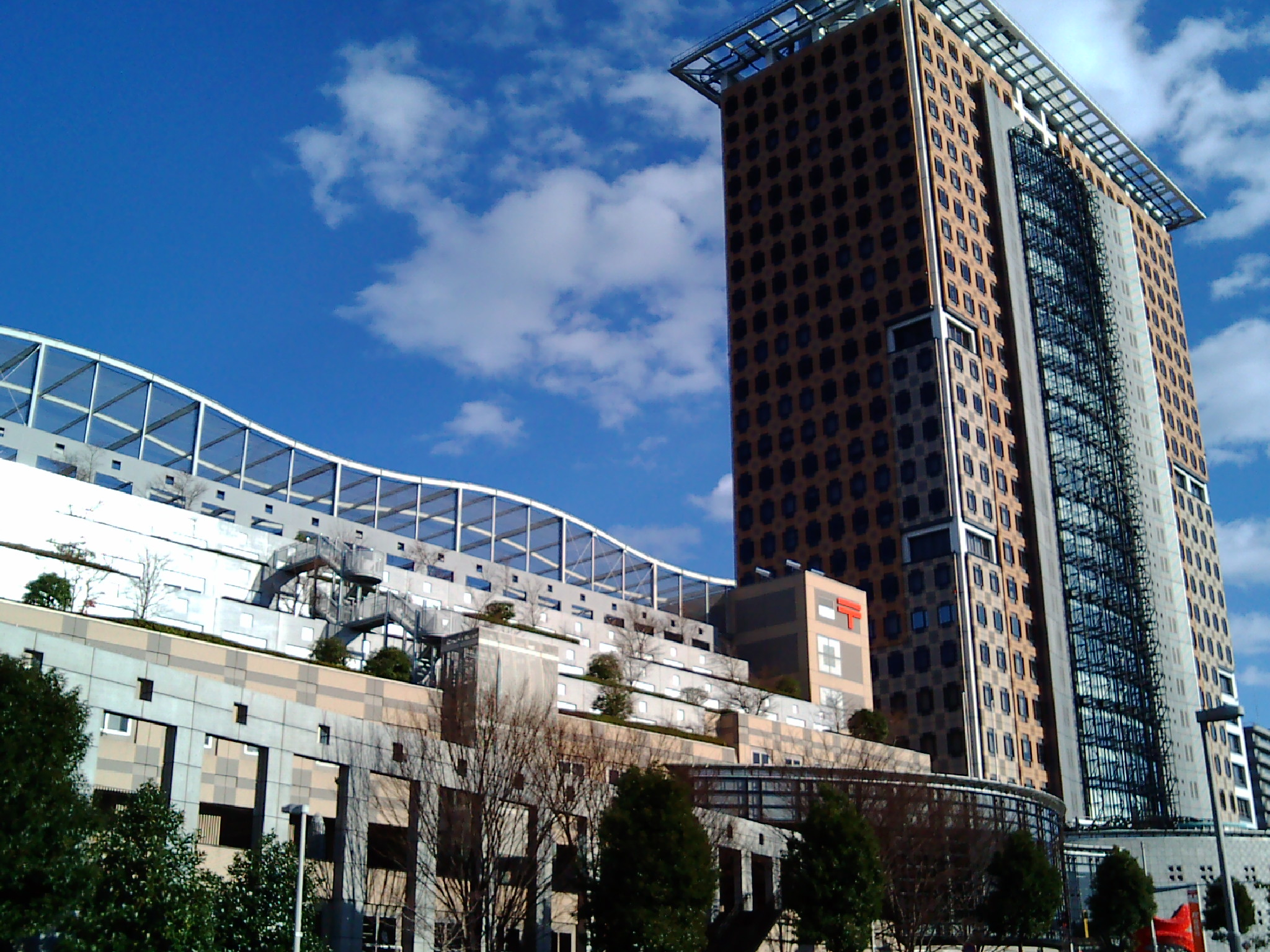
東京貯金事務センター（右）らが入居する日本郵政グループさいたまビルとさいたま新都心郵便局（左）

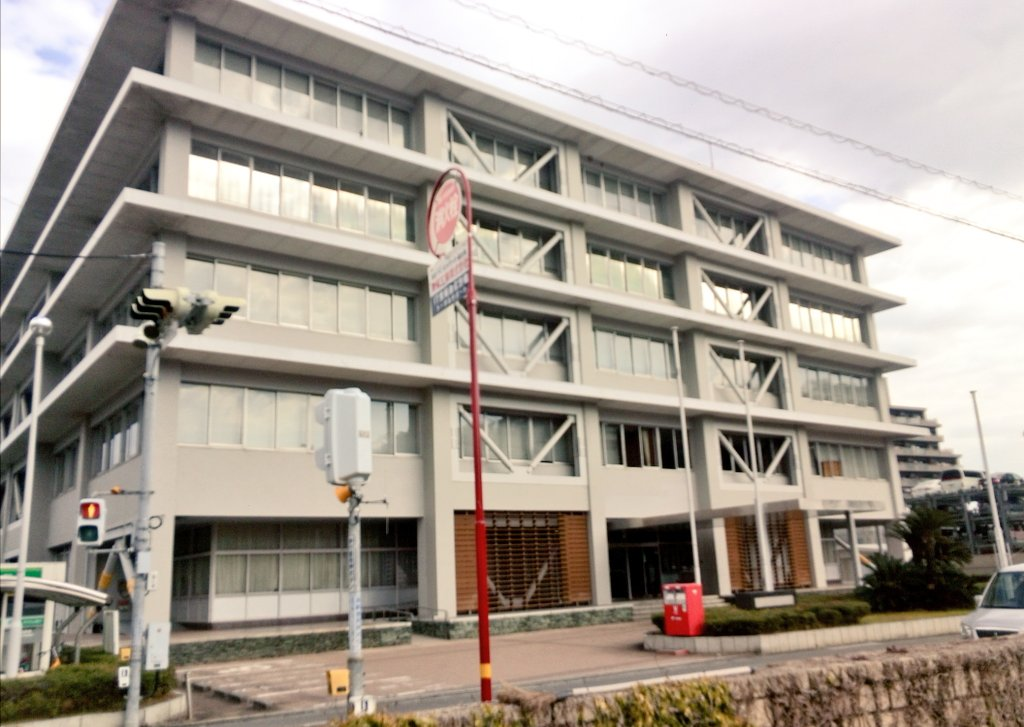
徳島貯金事務センター

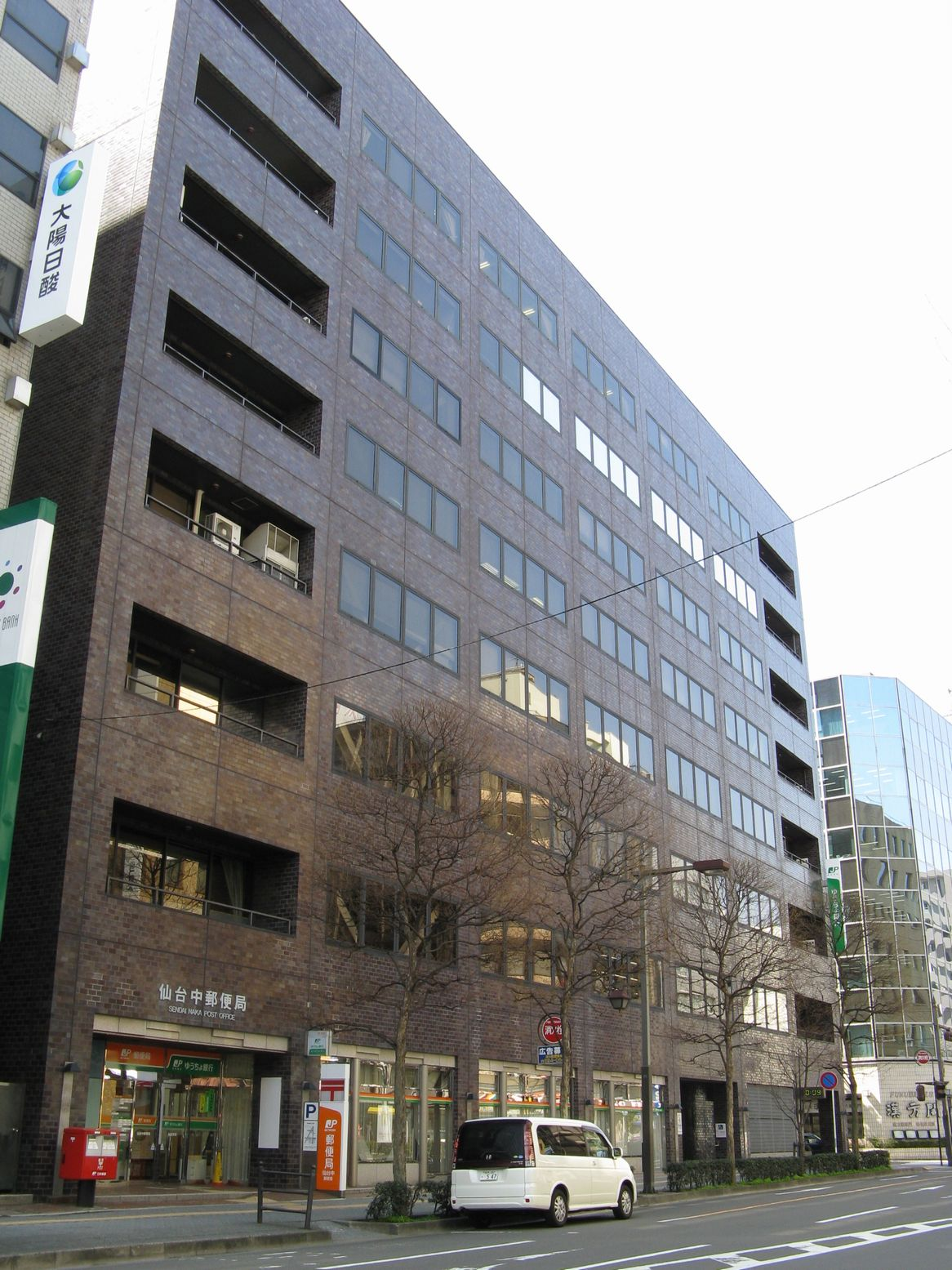
ゆうちょ銀行仙台貯金事務センターとゆうちょ銀行仙台支店が入居する、仙台貯金事務センター本館

貯金事務センター（ちょきんじむセンター）とは、株式会社ゆうちょ銀行の貯金（郵便貯金）・振替・為替の管理を行っている組織である。略称は「JC」、旧称は「地方貯金局（ちほうちょきんきょく）」。
本項では貯金事務計算センター（ちょきんじむけいさんセンター）についても述べる。

## 概要
ゆうちょ銀行の貯金（旧・郵便貯金）は、他の銀行のように各本支店で貯金の口座管理をしておらず、各地域ごとに設けられた貯金事務センターで管理されている。
このため、他行の口座番号は「○○銀行○○支店・普通預金・1234567」となっているが、ゆうちょ銀行（郵便貯金）の口座番号に相当するものは5ケタの「記号」と最大8ケタの「番号」という独自のものを用いている。
2003年1月と翌年1月、貯金事務センターの再編が行われ、現在、貯金事務センター11箇所と貯金事務管理部1箇所が設置されている。

## 業務内容
郵政事業庁組織規則（平成十三年一月六日総務省令第二号）では、貯金事務センターの業務として次の通り定めている。
- 郵便貯金原簿・郵便振替口座の管理
- 郵便為替の計理
- 年金及び恩給の支払その他の国庫金の受入れ払渡し
- 国債等の募集の取扱い、証券の保護預り、社債等の振替に関する法律第二条第四項の口座管理機関として行う振替業に係る取扱い及び元利金の支払
- 本邦通貨と外国通貨の両替並びに本邦通貨を対価とする旅行小切手の受託販売及び買取り
- 当せん金付証票法第六条第五項に規定する受託銀行等から再委託された当せん金付証票の売りさばき及び当せん金品の支払又は交付
- 確定拠出年金法第六十一条第一項の規定により国民年金基金連合会から委託された業務

日本全国の郵便局・ゆうちょ銀行本支店で取り扱われた証拠書（入金票・払戻請求書や住所移転届等の顧客が手続きをした用紙）は、原則、全国12箇所の貯金事務センター・貯金事務管理部に郵送される。通常、証拠書類は一括してその郵便局を管轄する貯金事務センターに送られる。
貯金事務センター・貯金事務管理部では、これら郵送された書類の整理・保存をはじめ、各種届出書類に不備がないことの審査、キャッシュカードの発行、給与預入や自動払込み（自払・口座振替）のデータ入力、相続手続きなどを行っている。株式会社ゆうちょ銀行の組織であるが、ゆうちょ銀行本支店ではないため、貯金事務センターには貯金窓口が存在しない。

## 沿革
貯金事務センターはもともと郵政省本省直轄の地方支分部局で「地方貯金局」という名称であったが、1984年6月30日に郵政省設置法が改正され、翌・7月1日より同じ地方支分部局である「地方郵政局」の事務の一部を分掌する組織（附属機関）として「貯金事務センター」と改称された。なお、日本郵政公社となった際の組織改革によって本社郵便貯金事業本部直轄の組織となり、現在は、ゆうちょ銀行の組織の一部となっている。
1960年代までは現在のようなオンライン化が行われておらず、手作業によって管理を行っていたため全国28箇所に設置されていたが、第4次オンラインシステムへの移行・展開に合わせて2003年1月6日に東日本地域、2004年1月5日に西日本地域で再編が実施され、11箇所（旧地方郵政局ごとに1箇所）となった。
なお、沖縄県については貯金事務センターを設置せず、沖縄郵政管理事務所に設置した「貯金事務管理室」が貯金事務センターの事務を分掌した。その後組織の名称は総務省沖縄総合通信事務所、日本郵政公社沖縄事務所、日本郵政公社沖縄支社と変遷するが、「貯金事務管理室」は継続して設置され、2007年10月の民営化により県内唯一の直営店かつ統括店である那覇支店「貯金事務管理部」へと引き継がれた後、2010年4月1日のエリア本部の設置に伴い、沖縄エリア本部貯金事務管理部となっている。

## 貯金事務センター一覧
先述通り、現在、11箇所の貯金事務センターと1箇所の貯金事務管理部の計12箇所によって貯金が管理されている。将来的には、東日本は「東京」に、西日本は「大阪」に集約される見通しとの話があったが、ゆうちょ銀行の直営店店舗の中で「支店」は各貯金事務センター・貯金事務管理部管内に一つずつしかなく、他の店舗は「支店」の出張所扱いである事、郵便局による窓口業務委託やゆうちょ銀行の貯金マルチ原簿体系から総勘定元帳が各貯金事務センター・貯金事務管理部ごとに管理されていると判断されるため、通帳の紛失・盗難再発行時の集中発送など特定業務の集約をしつつ各貯金事務センターは今後も存続する見通しである。なお、東京貯金事務センターは元々東京都台東区蔵前にあったが、既に埼玉県さいたま市に移転済みであり、大阪貯金事務センターも大阪市天王寺区に本館が、住之江区と都島区に分館があったのを、本館の老朽化対策と本館・分館の統合を目的に、2021年1月に兵庫県伊丹市へ新築移転した。

### 現行貯金事務センター一覧
| 名称                         | 郵便番号   | 所在地                 | 取扱店番号 | 受持地域                 | 受持都道府県（通常貯金の府県番号・マルチ）                                                                     | 振替口座のマルチ |
| ---------------------------- | ---------- | ---------------------- | ---------- | ------------------------ | --- | ---------------- |
| 小樽貯金事務センター         | 〒047-8794 | 北海道小樽市           | 909300     | 北海道地方               | 北海道（90 - 99）                                                                                              | 26-28            |
| 仙台貯金事務センター         | 〒980-8794 | 宮城県仙台市青葉区     | 819300     | 東北地方                 | 宮城県（81）、福島県（82）、岩手県（83）、青森県（84）、山形県（85）、秋田県（86）                             | 21-25            |
| 横浜貯金事務センター         | 〒224-8794 | 神奈川県横浜市都筑区   | 029310     | 関東地方（東京都を除く） | 神奈川県（02・09）、埼玉県（03・14）、群馬県（04）、千葉県（05・10）、茨城県（06）、栃木県（07）、山梨県（08） | 02-04            |
| 東京貯金事務センター         | 〒330-9794 | 埼玉県さいたま市中央区 | 009300     | 東京地方                 | 東京都（01・00・13）                                                                                           | 01               |
| 長野貯金事務センター         | 〒380-8794 | 長野県長野市           | 119300     | 信越地方                 | 長野県（11）、新潟県（12）                                                                                     | 05,06            |
| 金沢貯金事務センター         | 〒920-8794 | 石川県金沢市           | 319310     | 北陸地方                 | 石川県（31）、富山県（32）、福井県（33）                                                                       | 07               |
| 名古屋貯金事務センター       | 〒469-8794 | 愛知県名古屋市中区     | 219300     | 東海地方                 | 愛知県（21・20）、三重県（22）、静岡県（23）、岐阜県（24）                                                     | 08               |
| 大阪貯金事務センター         | 〒539-8794 | 兵庫県伊丹市           | 409300     | 近畿地方                 | 大阪府（41・40）、兵庫県（43・42）、京都府（44）、奈良県（45）、滋賀県（46）、和歌山県（47）                   | 09-11            |
| 広島貯金事務センター         | 〒730-8794 | 広島県広島市東区       | 519300     | 中国地方                 | 広島県（51）、鳥取県（52）、島根県（53）、岡山県（54）、山口県（55）                                           | 12-15            |
| 徳島貯金事務センター         | 〒770-8794 | 徳島県徳島市           | 629310     | 四国地方                 | 愛媛県（61）、徳島県（62）、香川県（63）、高知県（64）                                                         | 16               |
| 福岡貯金事務センター         | 〒812-8794 | 福岡県福岡市中央区     | 749310     | 九州地方                 | 熊本県（71）、大分県（72）、宮崎県（73）、福岡県（74・75）、長崎県（76）、佐賀県（77）、鹿児島県（78・79）     | 17-20            |
| 沖縄エリア本部貯金事務管理部 | 〒900-8797 | 沖縄県那覇市           | 709200     | 沖縄地方                 | 沖縄県（70）                                                                                                   | なし             |

### 廃止した貯金事務センター一覧
| 名称                   | 統合先貯金事務センター | 受持都道府県                     | 2024年4月現在の庁舎（建物）使用状況 |
| ---------------------- | ---------------------- | -------------------------------- | --- |
| 旭川貯金事務センター   | 小樽貯金事務センター   | 北海道（97-99）                  | 庁舎解体済み |
| 函館貯金事務センター   | 小樽貯金事務センター   | 北海道（94-96）                  | 庁舎解体済み |
| 盛岡貯金事務センター   | 仙台貯金事務センター   | 岩手県、青森県                   | 庁舎解体済み |
| 秋田貯金事務センター   | 仙台貯金事務センター   | 秋田県                           | ゆうちょ銀行秋田店、秋田パートナーセンター |
| 山形貯金事務センター   | 仙台貯金事務センター   | 山形県                           | 山形パートナーセンター |
| 郡山貯金事務センター   | 仙台貯金事務センター   | 福島県                           | ゆうちょ銀行郡山店、福島パートナーセンター |
| 宇都宮貯金事務センター | 横浜貯金事務センター   | 茨城県、栃木県                   | 横浜貯金事務センター宇都宮分館、栃木パートナーセンター |
| 甲府貯金事務センター   | 横浜貯金事務センター   | 山梨県                           | 山梨パートナーセンター、印鑑票管理センター、日本郵政株式会社首都圏郵政健康管理センター甲府分室                                                                     |
| 新潟貯金事務センター   | 長野貯金事務センター   | 新潟県                           | 庁舎解体済み (跡地はJPローソン万代シテイ郵便局内店) |
| 京都貯金事務センター   | 大阪貯金事務センター   | 京都府、奈良県、滋賀県、和歌山県 | 庁舎解体済み （跡地はアークレイ本社及び京都研究所となっている） |
| 神戸貯金事務センター   | 大阪貯金事務センター   | 兵庫県                           | 庁舎解体済み （跡地はマンションとなっている） |
| 松江貯金事務センター   | 広島貯金事務センター   | 島根県、鳥取県                   | 庁舎解体済み |
| 岡山貯金事務センター   | 広島貯金事務センター   | 岡山県                           | 庁舎解体済み （跡地は駐車場となっている） |
| 下関貯金事務センター   | 広島貯金事務センター   | 山口県                           | 庁舎解体済み （跡地はマックスバリュ宮田町店となっている） |
| 熊本貯金事務センター   | 福岡貯金事務センター   | 熊本県、大分県、宮崎県           | 本館は日本郵政株式会社人事・経理集約センター 内坪井分館は福岡貯金事務センター熊本分館（2007年9月まで熊本中央郵便局共通事務センターが入居）、熊本パートナーセンター |
| 長崎貯金事務センター   | 福岡貯金事務センター   | 長崎県、佐賀県                   | 日本郵便株式会社九州支社長崎事務所 長崎パートナーセンター、かんぽ生命保険長崎支店                                                                                  |
| 鹿児島貯金事務センター | 福岡貯金事務センター   | 鹿児島県                         | 日本郵便株式会社九州支社鹿児島事務所 鹿児島パートナーセンター、かんぽ生命保険鹿児島支店                                                                            |

### 貯金事務センターに関する特記事項
- 各貯金事務センターは単独の郵便番号を所有しており、5桁時代は「×××-94」又は「×××-99」であったが、7桁化後は、東京貯金事務センターのみ「×××-9794」、他は全て「×××-8794」となっている 。このうち、貯金事務センターが廃止された地域では、ゆうちょ銀行の直営店やパートナーセンターが継承したケースもある（その他、現存の貯金事務センターとパートナーセンターが同一地にある場合は 、同一郵便番号を共用しているケースも存在する）。
- 貯金事務センターの再編・統合に伴い、郵便貯金地域センター（「郵便貯金××地域センター」・「郵便貯金××県サポートセンター」）が、全国各都府県に1か所、北海道に3か所の計49か所設置された。地域センターでは、郵便局や顧客からの相談窓口として機能しており、現行・廃止貯金事務センター庁舎やスペースに余裕のある郵便局や支社社屋に入居している。民営化後は、「ゆうちょ銀行××地域センター」と改称し、その後、2016年4月1日付で、「ゆうちょ銀行××パートナーセンター」に改組され、引き続き業務を行っている。
- 東京貯金事務センターはかつて東京都台東区蔵前に所在していたが、中央官庁東京一極集中の是正策の一環として、2000年、千代田区大手町に所在した関東郵政局、港区麻布台に所在した関東郵政監察局とともに、埼玉県さいたま市のさいたま新都心郵政庁舎（現・日本郵政グループさいたまビル）に移転したため、東京都に所在していない。旧東京貯金事務センター庁舎は後に「日本郵政蔵前ビル」（日本郵政所有）に移管し、東京貯金事務センター蔵前分館とくらまえ橋郵便局（旧東京貯金事務センター内郵便局）が入居していたが、2018年にグループの日本郵政不動産による「蔵前一丁目開発事業」に伴い解体され、「蔵前JPテラス」が建設された。
- 旧宇都宮貯金事務センター、旧甲府貯金事務センター、旧熊本貯金事務センターの各庁舎は、移転先・統合先の貯金事務センターの分館として庁舎・事務センター機能が残っている。また、大阪貯金事務センターは、大阪市都島区東野田に分館を有している。仙台貯金事務センターは、本館と同じ青葉区一番町一丁目街区に、別館と附属屋が別途立地している。
- 長野貯金事務センターは特筆すべき事務として、定額小為替証書の大量発行・再発行を担当している。大量発行とは、同一券種を100枚以上100枚単位で発行することを指し、通常の定額小為替証書は、発行郵便局・ゆうちょ銀行本支店の日附印押印によって発行されるが、大量発行に限り、長野貯金事務センターと印刷された定額小為替証書が同所にて発行される。なお、かつては、山形貯金事務センターがこの業務を所管していたが、2002年12月30日をもって終了した。
- 沖縄のみ「ゆうちょ銀行沖縄エリア本部貯金事務管理部」（エリア本部設置までは、「ゆうちょ銀行那覇支店貯金事務管理部」）が正式名称であり、「沖縄貯金事務センター」や「那覇貯金事務センター」という名称ではない。また、他の貯金事務センター全てが振替口座を所管しているのに対し、沖縄のみ振替口座を所管していない。

## 貯金事務計算センター
貯金事務計算センターは、貯金原簿の記録などをオンラインでリアルタイムに処理する施設であり、2023年（令和5年）現在、東日本貯金事務計算センター（千葉県印西市）と西日本貯金事務計算センター（兵庫県神戸市北区鹿の子台）の2か所が設置されている。
概ね北海道、東北地方、関東地方（山梨県を含む）、東京地方、信越地方の17都道県は東日本貯金事務計算センターが管理。
残る30府県は西日本貯金事務計算センターが管理。

## 口座番号と貯金事務センター
ゆうちょ銀行（郵便貯金）の口座番号は、「記号・番号」という独自のものを用いているが、このうちの「記号」の2・3桁目を見ることでその口座を管理している貯金事務センターがわかる。

### 通常貯金
郵政省・総務省（郵政事業庁）時代の通常郵便貯金通帳には、「原簿所管庁」の記入欄があり、一般顧客でも自分の貯金がどこで管理されているのかについてわかるようになっていた。

### 振替口座
郵便振替口座も同じく記号の2・3桁目で口座を所管する貯金事務センターがわかる。しかし、通常貯金と異なり、2・3桁目の番号が各都道府県ごとにふられたものではなく、各貯金事務センターそのものを表している。